# NOFX
NOFX [ˌnəʊ.ɛfˈɛks] war eine US-amerikanische Punkrock- und Melodic-Hardcore-Band aus Los Angeles, Kalifornien.

## Geschichte

### Die 1980er Jahre
NOFX wurde 1983 von Erik Sandin, Eric Melvin sowie Mike Burkett alias Fat Mike gegründet. Der Name NOFX ist eine Anlehnung an die Bostoner Hardcore-Band Negative FX. Anfänglich gefiel Fat Mike der kürzelhafte Bandname überhaupt nicht, stattdessen hatte er dafür plädiert, das Trio The Banned zu nennen, konnte sich jedoch bei der demokratischen Abstimmung darüber, bei der Gitarrist Eric Melvin und Schlagzeuger Erik Sandin für NOFX stimmten, mit seinem Vorschlag nicht durchsetzen. 1985 unterzeichnete die Band einen Plattenvertrag bei Mystic Records, ein Jahr später stieß Dave Casillas als zweiter Gitarrist zur Band, für den Lead-Part an den sechs Saiten, damit Casillas vermehrt differenzierte Melodiebögen in den Sound einbindet. In dieser Besetzung nahm man 1988 das Album Liberal Animation auf, Casillas verließ jedoch kurz nach den Aufnahmen die Band einvernehmlich, wegen seiner Trunksucht und der damit einhergehenden Unzuverlässigkeit, und wurde durch den spieltechnisch versierten Metal-Gitarristen Steve Kidwiler ersetzt, obwohl Kidwiler keinen Punk-Rock mochte. Anders als spätere Veröffentlichungen der Band ist Liberal Animation deutlich stärker vom Hardcore Punk geprägt. Für einen musikalischen Kurswechsel sorgte laut Fat Mike das Album Suffer von Bad Religion, welches die Intensität des Hardcore mit eingängigeren Melodien vermischte. NOFX unterschrieben im Folgenden nicht nur bei Epitaph Records, dem Label von Bad-Religion-Gitarrist Brett Gurewitz, sondern glichen auf den folgenden zwei Alben S&M Airlines (inklusive Gastbeitrag von Greg Graffin, Sänger von Bad Religion) und Ribbed ihren Stil einer melodischeren Richtung an. Beide Alben sicherten NOFX zudem wachsende Popularität innerhalb der amerikanischen Punkszene.

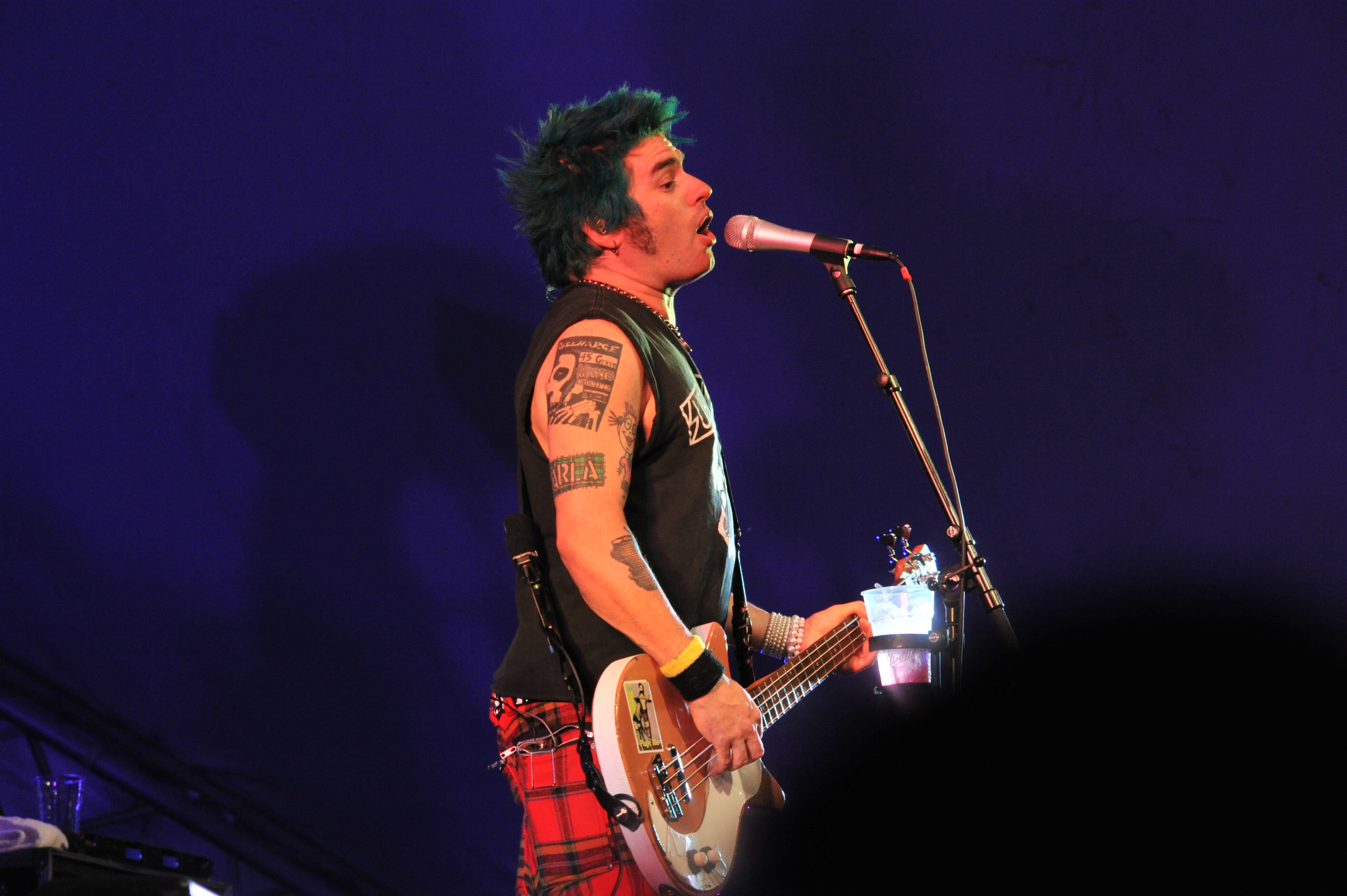
Fat Mike 2011

Ihre erste Europatournee absolvierten NOFX im Sommer 1988 anstelle der Punk-Gruppe Adolescents, die eine bereits vollständig gebuchte Tournee auf dem Kontinent nicht antreten konnte, weshalb der deutsche Booking-Agent eine andere amerikanische Band als Ersatz verpflichten musste. Gegen einen damaligen Auftritt von NOFX in Frankfurt am Main demonstrierte eine feministische Gruppe wegen des Songs On the Rag (auf Deutsch: „Sie hat ihre Tage“), den man als frauenfeindlich auslegen kann. Während des Frankfurter Konzerts warfen die Feministinnen Feuerwerkskörper und Bierflaschen auf die Bühne, außerdem sabotierten die militanten Aktivistinnen die Lautsprecheranlage, darüber hinaus hätte sich beinahe ein männlicher Besucher mit den kalifornischen Punk-Musikern geprügelt. Nach dieser Tournee mussten NOFX mit einem deutlichen finanziellen Minus nach Hause fliegen. Als NOFX im Rahmen der Tournee zum Album S&M Airlines, das 1989 erschienen war, in Minneapolis auftraten, unterhielten sich die beiden Gitarristen Eric Melvin und Steve Kidwiler nach der Show backstage mit einem jugendlichen Konzertbesucher, der schüchtern und im sozialen Umgang unbeholfen wirkte, woraufhin Melvin und Kidwiler den Jugendlichen zur anschließenden After-Show-Party einluden. Während der Party flirtete der Jugendliche mit der Freundin eines anderen Mannes, weshalb eine Horde von Skinheads den Jugendlichen zusammenschlug, so dass Polizei und Krankenwagen anrücken mussten. Hinterher verstarb der gelynchte Jugendliche an den schweren körperlichen Verletzungen.

### Die 1990er Jahre

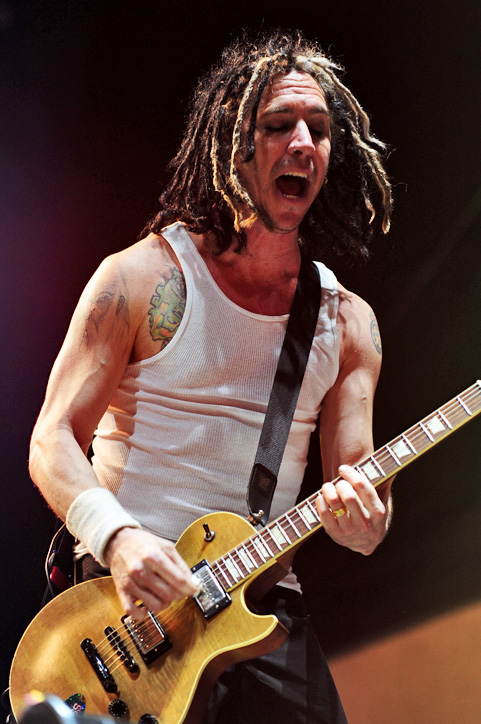
Eric Melvin 2010

Um dieses dunkle Erlebnis psychisch zu verarbeiten, komponierte die Punk-Band den Song The Malachi Crunch, der sich auf dem 1991 erschienenen Album Ribbed befindet und dem toten Konzertbesucher gewidmet ist. In der offiziellen NOFX-Autobiografie Die Hepatitis-Badewanne und andere Storys schreibt der ehemalige Gitarrist Steve Kidwiler in Kapitel 46 darüber: „Der Tod des anonymen Punker-Jungen schaffte es wahrscheinlich kaum in die lokalen Nachrichten, aber das Lied gibt ihm hoffentlich eine gewisse Unsterblichkeit.“ Während der konfliktreichen Aufnahmen des Albums Ribbed kam es häufig zu Streit zwischen Sänger/Bassist Fat Mike und Produzent Brett Gurewitz, der NOFX bezogen auf einen harmonischen Sound wie Bad Religion klingen lassen wollte, im Gegensatz zu Fat Mike, der einen individuelleren Klangstil verfestigen und keine musikalische Kopie von Bad Religion darstellen wollte. Als die aufreibenden Aufnahmen, in der Erinnerung von Fat Mike die schlimmsten seines Lebens, abgeschlossen waren, versöhnten sich Gurewitz und Fat Mike schließlich wieder. Der Song Green Corn, der als erstes Stück die Platte Ribbed eröffnet, basiert auf dem Filmdrama Barfly von Regisseur Barbet Schroeder und Schriftsteller Charles Bukowski von 1987. Für das Punk-Rock-Fanzine Half Truth, herausgegeben von Rich Wilkes, verfasste Charles Bukowski, der sonst hauptsächlich klassische Musik hörte, als Gastautor eine Rezension über dieses NOFX-Album. Nach der Veröffentlichung von Ribbed verließ Steve Kidwiler die Band und wurde durch Aaron Abeyta alias El Hefe ersetzt. Seine Karriere als professioneller Gitarrist gab Steve Kidwiler, dem das monatelange Reisen auf Konzerttourneen nicht gefiel, bald entmutigt auf, um beruflich als Tätowierer zu arbeiten und eine Familie zu gründen. Wegen einer Tendinitis-Erkrankung musste Kidwiler nach über 25 Jahren das Tätowieren beenden. El Hefes breites musikalisches Spektrum von Ska und Reggae – neben Gitarre spielt El Hefe auch bei einigen NOFX-Stücken Trompete – schlug sich erstmals auf der EP The Longest Line und dem Album White Trash, Two Heebs and a Bean von 1992 nieder. Der Liedtext des Songs Bob, der sich auf dem Album White Trash ... befindet, geht teilweise auf einen obdachlosen Freund der Band namens Bob Lush zurück, ein Koreaner mit Dreadlocks, der seine Freundin als Prostituierte arbeiten ließ, damit sich das Pärchen von diesem Geld Drogen kaufen konnte. Außerdem war Bob Lush ein Mitglied der Straßengang Dog Patch Winos, der auch Drummer Erik Sandin angehörte. Wegen Alkoholismus war die Leber von Bob Lush stark geschädigt. Als ihm bei einem Beziehungsstreit seine Freundin einen Stoß versetzte, bekam seine Leber einen Riss und Lush überlebte nur dank einer Not-Operation. Einige Zeit später starb Bob an einer Drogen-Überdosis. Dass Bob jedoch ein Skinhead gewesen sein soll, wie der Songtext beschreibt, ist dagegen frei erfunden.
In der Band-Autobiografie „Die Hepatitis-Badewanne ...“ sind zwei deutsche Postkarten von 1988 abgedruckt, die Fat Mike während der ersten NOFX-Europa-Tournee an seine Mutter Eileen Burkett schickte, eine Postkarte stammt von der Reeperbahn, textlich durchdrungen von dem für Fat Mike typischen anarchischen Humor, indem er etwa seiner Mutter von den Prostituierten in Hamburg erzählte. Seit Erscheinen des Albums S&M Airlines organisiert der Booking-Agent David „Dave“ Pollack, der von Berlin aus die Firma Destiny International Tourbooking führt, jede Europa-Tournee von NOFX. Deshalb komponierte die Gruppe den Song Alcopollack, der sich auf dem 2022 veröffentlichten Double Album befindet, über David Pollack, der im Liedtext in Bezug auf seinen geschäftlichen Führungsstil einige Kritik erfährt. Nach der dritten Europa-Tournee im Frühjahr und Sommer 1991, bei der bis zu 400 Konzertbesucher je Show erschienen, konnten NOFX einen finanziellen Gewinn von 2.500 Dollar pro Bandmitglied verbuchen. Zu diesem Zeitpunkt litt Schlagzeuger Erik „Smelly“ Sandin wegen seiner quälenden Heroin-Sucht unter starken Selbstmordgedanken. Als Nirvana ihr Megaseller-Album Nevermind im September 1991 veröffentlichten und die Ära von Grunge und Alternative einläuteten, hob dieser Trend gleichzeitig viele Punk-Bands, darunter NOFX, merklich auf ein höheres kommerzielles Level, da Punk ein wichtiger Einfluss für das Grunge-Genre war. Als sich NOFX 1992 abermals auf Tournee durch Europa begaben, um die gerade aufgenommene EP The Longest Line auf den Musikclub-Bühnen live vorzustellen, konnte die Punk-Band erneut die Besucherzahl ihrer Konzerte steigern und nahm dadurch 10.000 Dollar Gewinn pro Bandmitglied ein, nicht zuletzt durch das geschickte Planungstalent von Tourmanager David „Dave“ Pollack. Während der Europa-Tournee im Sommer 1993 durften NOFX zum ersten Mal auf Festivals vor großem Publikum spielen, zum Beispiel auf dem deutschen Bizarre-Festival auf der Freilichtbühne Loreley vor 15.000 Besuchern. Bei diesem Auftritt sprang Courtney Love, die Sängerin der Grunge-Band Hole, die ebenfalls dort auftrat, auf die Bühne und schlug mit einem Trommelstock dem Schlagzeuger Erik Sandin auf den Kopf. Damals war gerade die NOFX-Single Stickin' in My Eye erschienen. Im Videoclip zu diesem Song kann man die uniforme Jacke der Straßengang Dog Patch Winos sehen, in der Schlagzeuger Erik Sandin Mitglied war. Alle Mitglieder dieser Gang trugen einheitlich eine blaue Jeans-Jacke mit einer amerikanischen Nationalflagge auf dem Rücken. Für Schlagzeuger Erik Sandin zählt das Bizarre-Festival 1993, neben einem Auftritt in Reno vor 300 Besuchern in der Anfangszeit der Punk-Band und einem Auftritt auf Three Mills Island vor 10.000 Besuchern in London, zu den drei erinnerungswürdigsten Konzerten in der Geschichte von NOFX. Im Januar 1994 begaben sich NOFX zum ersten Mal in Japan auf Tournee. Auf der ersten Japan-Tournee fuhr die Punk-Band nicht in einem Bus, sondern in öffentlichen Zügen von Auftrittsort zu Auftrittsort, dabei mussten die Bandmitglieder ihr Gepäck und ihr Equipment vom Bahnhof zur jeweiligen Konzert-Location selbst zu Fuß tragen.
Der endgültige Durchbruch für NOFX, wie für viele andere amerikanische Punkbands, kam jedoch 1994 im Zuge des Punkrevivals um Bands wie Green Day und The Offspring. Das im selben Jahr veröffentlichte Album Punk in Drublic gilt als eines der Klassiker im Genre des Skatepunk. Zu dem auf dem Album enthaltenen Song Leave It Alone drehten NOFX einen offiziellen Videoclip, danach produzierte die Combo zwölf Jahre lang gar keine Videoclips mehr zu ihren Songs, da NOFX mit dem profitorientierten Geschäftsgebaren des Musik-Fernsehsenders MTV nicht einverstanden waren. Darüber hinaus befürchtete Bandchef Fat Mike, mit Musikvideos lediglich einen Sommer lang im Rahmen eines kurzlebigen Trends auf MTV zu laufen und danach sowohl ihre alte kommerzkritische Szene-Anhängerschaft als auch das neu hinzugewonnene Publikum zu verlieren, um anschließend in der Bedeutungslosigkeit zu verschwinden. Ferner empfand Fat Mike das optische Aussehen der NOFX-Mitglieder als nicht attraktiv und seine „quäkige Stimme“ nicht ausdrucksstark genug, um mit NOFX für den glamourösen Pop-Markt kompatibel zu sein. Ab dem Album Punk in Drublic gaben NOFX fast jedem ihrer folgenden Studioalben ein sprachliches Wortspiel als Titel, Punk in Drublic ist eine Verballhornung der englischen Phrase „Drunk in public“ (auf Deutsch: Betrunken in der Öffentlichkeit). Der Albumtitel The War on Errorism von 2003 ist eine scherzhafte Anspielung auf den Slogan „War on terrorism“, ein Zitat von US-Präsident George W. Bush, der sich damit auf den Krieg gegen den islamistischen Terror als Konsequenz der Terroranschläge am 11. September 2001 bezog. Anders als Bands wie Green Day weigerten sich NOFX, aus dem neu entflammten Interesse für Punkrock Kapital zu schlagen. Interviews waren selten und Angebote von Majorlabels wurden konsequent ausgeschlagen. 1996 folgte stattdessen mit Heavy Petting Zoo ein langsameres, experimentelleres Album, dessen ursprüngliches Cover – ein Mann und ein Schaf in Anlehnung an den zweideutigen Albumtitel beim Oralverkehr – in Deutschland indiziert wurde. Der Song Drop The World darauf verarbeitet den Unfalltod einer engen Freundin namens Dana, die von einem betrunkenen Autofahrer nach einer NOFX-Show in Hollywood auf dem Nachhauseweg getötet wurde. Bereits ein Jahr später erschien mit So Long and Thanks for All the Shoes ein Album, das zum typischen Sound von NOFX zurückkehrte. NOFXs Hang zu unüblichen Veröffentlichungen manifestierte sich 1999 mit der EP The Decline, die nur den Titeltrack umfasste, mit 18:19 Minuten jedoch eines der längsten Punkrockstücke aller Zeiten auf den Markt brachte.

### Die 2000er Jahre

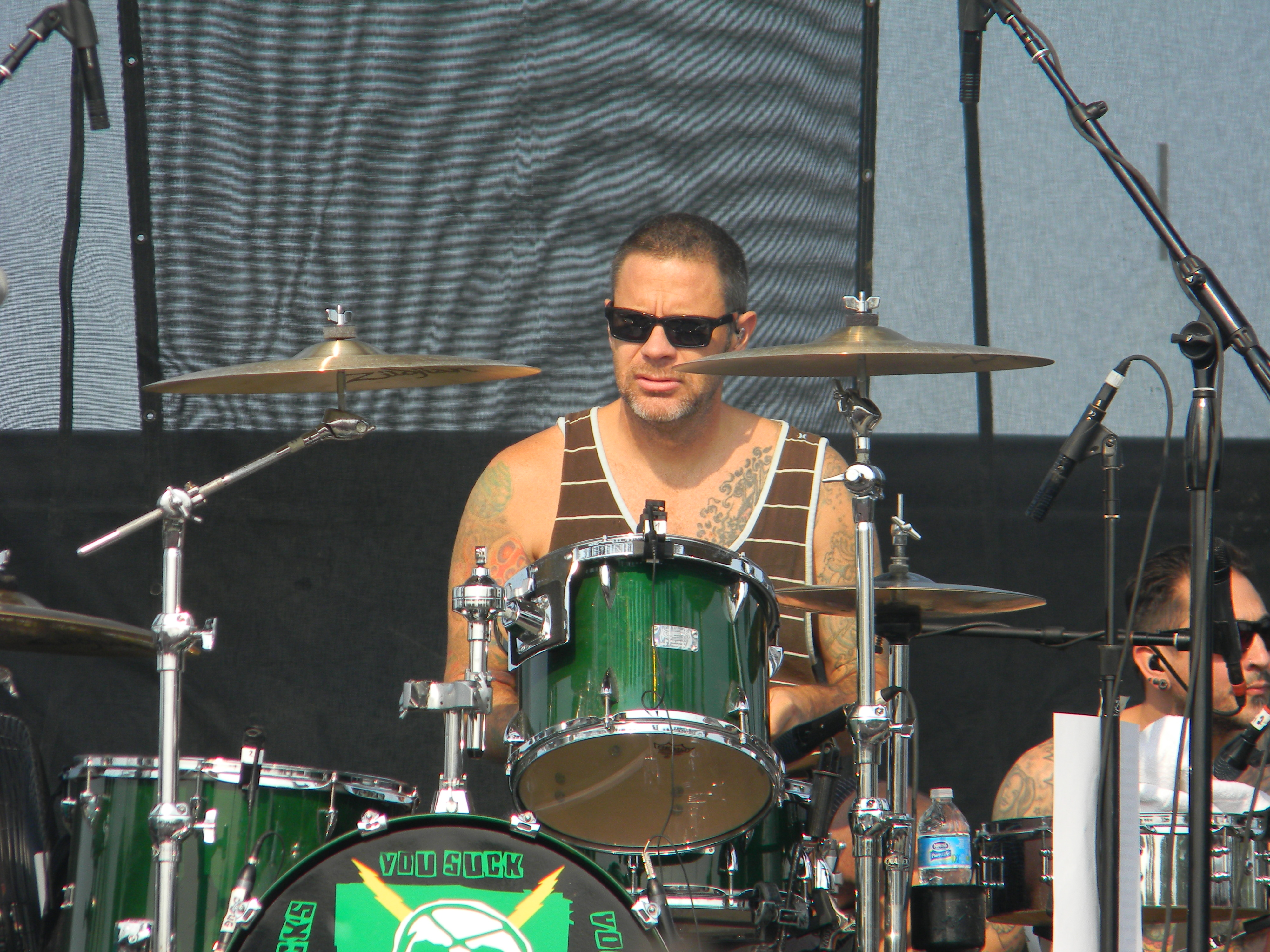
Erik Sandin 2012

Das 2000 erschienene Album Pump Up the Valuum war das letzte NOFX-Album, das via Epitaph erschien. Die Band wechselte im Folgenden zu Fat Wreck Chords, dem Label von Bassist und Sänger Fat Mike, welches sich seit Anfang der 1990er Jahre neben Epitaph zum zentralen Label für amerikanischen Punkrock gemausert hat. Als NOFX im August 2002 auf dem Festival Gig on the Green in der schottischen Stadt Glasgow spielten, kam es am Rande der Veranstaltung zu einer Schlägerei zwischen der Tour-Crew von NOFX und mehreren Mitgliedern einer örtlichen Biker-Gang, nachdem sich ein Gitarren-Techniker von NOFX namens Rugly geweigert hatte, einem der Biker, der auf dem Festival beruflich arbeitete, ein NOFX-T-Shirt aus dem Merchandising-Bestand zu schenken. Nach den körperlichen Auseinandersetzungen musste ein Polizeibus die Punk-Rock-Band von der Hauptbühne zurück zu ihrem Tourbus fahren. Seitdem weigern sich NOFX, im Rahmen von Europatourneen in Schottland aufzutreten, um nicht Opfer eines möglichen Racheakts des Motorradclubs zu werden.
2003 erschien mit The War on Errorism ein für NOFX ungewohnt politisches Album, das vor allem die Außenpolitik von George W. Bush sehr sarkastisch aufgreift. Zwei Jahre später plante die Band anstatt eines neuen Albums jeden Monat als Part ihres 7-Inch of the Month Club eine neue Single an Abonnenten zu versenden. Auch wenn der Zeitplan von einer 7-Inch Schallplatte pro Monat vor allem bei späteren Monaten nicht eingehalten werden konnte, wurde das Projekt komplett durchgeführt. 2006 erschien mit Wolves in Wolves’ Clothing wieder ein reguläres Studioalbum, welches ebenso wie sein Nachfolger Coaster von 2009 die sozialkritische Richtung von The War on Errorism fortsetzt. Nach einer USA-Tournee Anfang 2006 überlegte Schlagzeuger Erik Sandin ernsthaft, die Band zu verlassen, wegen des ausufernden Kokain- und Medikamentenkonsums von Sänger und Bassist Fat Mike. Durch den ungehemmten Substanzmittel-Missbrauch von Fat Mike vor seinen Augen fürchtete Sandin, als geheilter Heroin-Abhängiger womöglich selbst wieder rückfällig zu werden.
Im Sommer 2003 begaben sich NOFX zum ersten Mal auf Tournee durch Island, wo die Punk-Rock-Band weitestgehend unbekannt war und deshalb in einer Bar vor 200 Besuchern auftrat. Durch die Konzerte in Island kam die Band auf die Idee, eine exotische Welttournee durch abgelegene Länder des Globus zu unternehmen. Da eine solche Tournee für NOFX allein durch Eintrittsgelder und Gagen nicht zu realisieren gewesen wäre, engagierte die Combo die beiden Filmemacher Jeff Alulis und Ryan Harlin, die mit Kameras die Reise begleiteten und das Geschehen während der Welttournee filmisch dokumentierten. Die Tournee begann im Herbst 2006 in Südamerika und führte NOFX in Länder wie Singapur, China, Indonesien, Israel und die Philippinen. Auf diese Weise sammelten Alulis und Harlin über 600 Stunden an Filmmaterial, gedreht über einen Zeitraum von 14 Monaten. Die zusammengeschnittene Essenz davon wurde danach mit dem Titel NOFX: Backstage Passport auf dem Fernsehsender Fuse TV ausgestrahlt und entwickelte sich als Reality-Show zu einem Quotenhit. Zusätzlich wurde der Dokumentarfilm auf DVD veröffentlicht. Durch die Ausstrahlung im Fernsehen und den Verkauf auf DVD konnten NOFX damit die Kosten ihrer Tournee in entlegenen Ländern begleichen. Filmemacher Jeff Alulis ist zudem der Co-Autor der offiziellen NOFX-Autobiografie Die Hepatitis-Badewanne und andere Storys, die im Februar 2017 in deutscher Übersetzung erschien.

### Die 2010er und 2020er Jahre

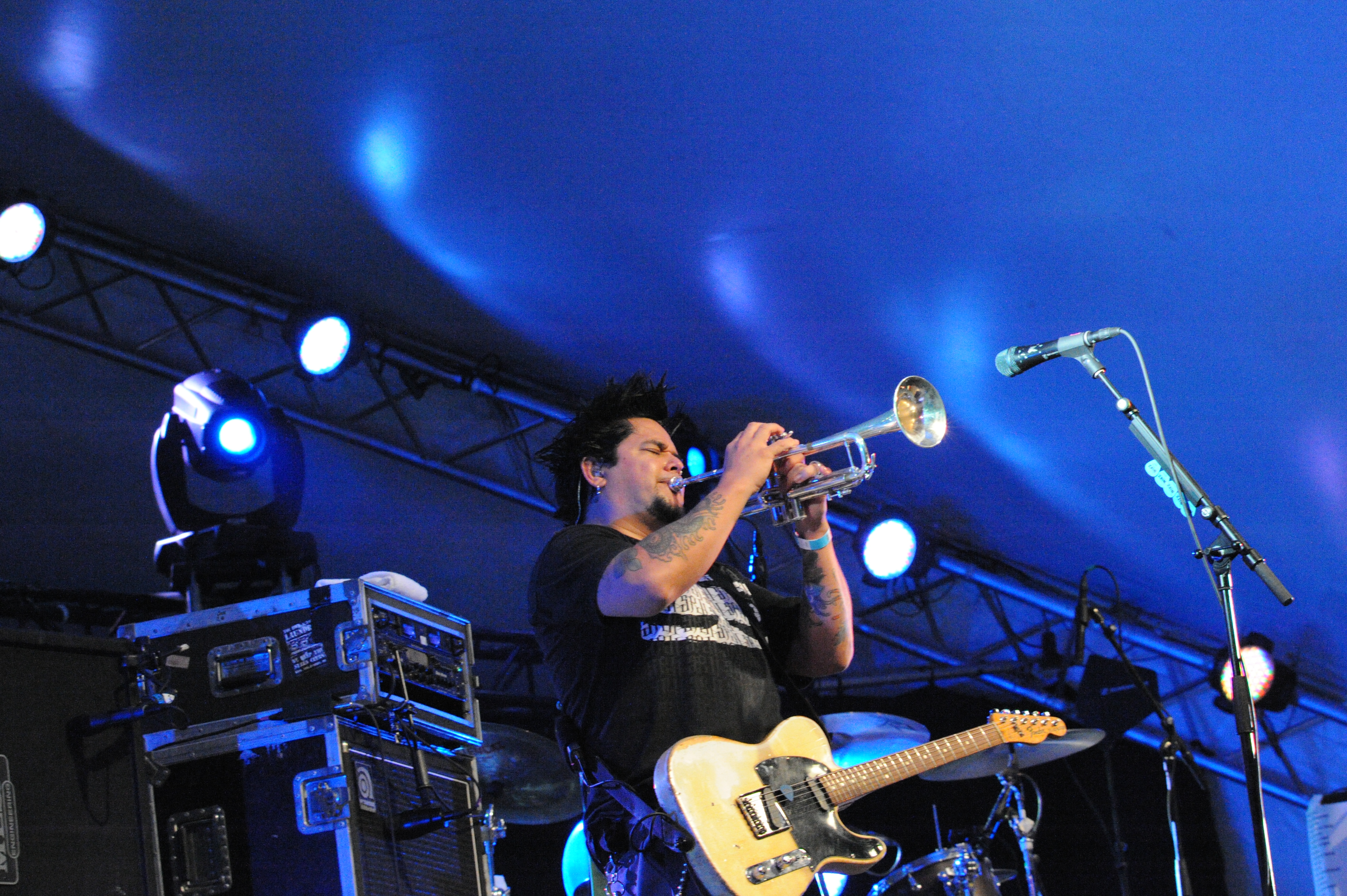
El Hefe 2011

In Anlehnung an den Anfangssound der Band und den DIY-Spirit der Hardcore-Szene wurde 2011 eine unbetitelte EP mit acht Covern meist eher unbekannter Hardcorebands der 1980er veröffentlicht. Die Tracklist wurde dabei offiziell nie angegeben und ein neunter Song stammt entgegen anderen Aussagen aus der Feder von NOFX selbst. Auf allen neun Liedern ist anders als üblich Eric Melvin am Gesang zu hören. Mit Self Entitled erschien 2012 das zwölfte Studio-Album von NOFX, die Band war jedoch maßgeblich am 2015 veröffentlichten Soundtrack des von Fat Mike geschriebenen Musicals Home Street Home beteiligt, auf dem sich neben dem Gesang der Darsteller auch zahlreiche Gastmusiker vornehmlich aus dem Umfeld von Fat Wreck Chords finden lassen. Erst 2016 veröffentlichte die Band das nächste Studio-Album First Ditch Effort. Im Gegensatz zu früheren Alben verarbeitet Fat Mike in den Texten deutlich mehr persönliche Themen, sei es sein jahrelanger Drogenkonsum, die Verbitterung über seinen 2006 verstorbenen Vater Paul, zu dem Fat Mike ein zwiespältiges Verhältnis hatte, oder Cross-Dressing. 2022 kündigte Burkett auf Instagram an, dass sich die Band 2023 im vierzigsten Jahr ihres Bestehens im Rahmen einer Abschiedstournee auflösen werde. Mit Single Album und Double Album erschienen zudem 2021 und 2022 zwei neue Studioalben. Am 6. Oktober 2024 spielten NOFX ihr letztes Konzert in San Pedro; ihr letztes Konzert in Deutschland fand im Juni 2024 in der Zitadelle Spandau statt.

## Diskografie
Studioalben

| Jahr | Titel Musiklabel                                     | Höchstplatzierung, Gesamtwochen, AuszeichnungChartplatzierungen (Jahr, Titel, Musiklabel, Platzierungen, Wochen, Auszeichnungen, Anmerkungen) | Höchstplatzierung, Gesamtwochen, AuszeichnungChartplatzierungen (Jahr, Titel, Musiklabel, Platzierungen, Wochen, Auszeichnungen, Anmerkungen) | Höchstplatzierung, Gesamtwochen, AuszeichnungChartplatzierungen (Jahr, Titel, Musiklabel, Platzierungen, Wochen, Auszeichnungen, Anmerkungen) | Höchstplatzierung, Gesamtwochen, AuszeichnungChartplatzierungen (Jahr, Titel, Musiklabel, Platzierungen, Wochen, Auszeichnungen, Anmerkungen) | Höchstplatzierung, Gesamtwochen, AuszeichnungChartplatzierungen (Jahr, Titel, Musiklabel, Platzierungen, Wochen, Auszeichnungen, Anmerkungen) | Anmerkungen                                                |
| Jahr | Titel Musiklabel                                     | DE | AT | CH | UK | US | Anmerkungen                                                |
| ---- | ---------------------------------------------------- | --- | --- | --- | --- | --- | ---------------------------------------------------------- |
| 1988 | Liberal Animation Wassail Records                    | — | — | — | — | — | Erstveröffentlichung: 22. April 1988                       |
| 1989 | S&M Airlines Epitaph Records                         | — | — | — | — | — | Erstveröffentlichung: 5. September 1989                    |
| 1991 | Ribbed Epitaph Records                               | — | — | — | — | — | Erstveröffentlichung: 26. März 1991                        |
| 1992 | White Trash, Two Heebs and a Bean Epitaph Records    | — | — | — | — | — | Erstveröffentlichung: 5. November 1992                     |
| 1994 | Punk in Drublic Epitaph Records                      | DE72 (9 Wo.)DE | — | — | — | US— GoldUS | Erstveröffentlichung: 19. Juli 1994 Verkäufe: + 550.000    |
| 1996 | Heavy Petting Zoo Epitaph Records                    | DE40 (9 Wo.)DE | AT20 (13 Wo.)AT | — | UK60 (1 Wo.)UK | US63 (4 Wo.)US | Erstveröffentlichung: 31. Januar 1996                      |
| 1997 | So Long and Thanks for All the Shoes Epitaph Records | DE49 (2 Wo.)DE | — | — | — | US79 (2 Wo.)US | Erstveröffentlichung: 11. November 1997 Verkäufe: + 50.000 |
| 2000 | Pump Up the Valuum Epitaph Records                   | DE64 (3 Wo.)DE | — | CH91 (2 Wo.)CH | UK50 (1 Wo.)UK | US61 (6 Wo.)US | Erstveröffentlichung: 13. Juni 2000                        |
| 2003 | The War on Errorism Fat Wreck Chords                 | DE27 (3 Wo.)DE | AT46 (4 Wo.)AT | CH25 (12 Wo.)CH | UK48 (1 Wo.)UK | US44 (6 Wo.)US | Erstveröffentlichung: 6. Mai 2003                          |
| 2006 | Wolves in Wolves’ Clothing Fat Wreck Chords          | DE60 (2 Wo.)DE | AT46 (4 Wo.)AT | CH56 (3 Wo.)CH | — | US46 (3 Wo.)US | Erstveröffentlichung: 18. April 2006                       |
| 2009 | Coaster Fat Wreck Chords                             | DE50 (2 Wo.)DE | — | CH100 (1 Wo.)CH | — | US36 (5 Wo.)US | Erstveröffentlichung: 28. April 2009                       |
| 2012 | Self Entitled Fat Wreck Chords                       | DE60 (1 Wo.)DE | AT48 (1 Wo.)AT | CH79 (1 Wo.)CH | — | US42 (2 Wo.)US | Erstveröffentlichung: 11. September 2012                   |
| 2016 | First Ditch Effort Fat Wreck Chords                  | DE16 (1 Wo.)DE | AT28 (1 Wo.)AT | CH33 (1 Wo.)CH | — | US54 (1 Wo.)US | Erstveröffentlichung: 7. Oktober 2016                      |
| 2021 | Single Album Fat Wreck Chords                        | DE19 (2 Wo.)DE | — | CH34 (1 Wo.)CH | — | US152 (1 Wo.)US | Erstveröffentlichung: 26. Februar 2021                     |
| 2022 | Double Album Fat Wreck Chords                        | DE86 (1 Wo.)DE | — | — | — | — | Erstveröffentlichung: 2. Dezember 2022                     |